# Bad Segeberg
Bad Segeberg (pronunciación en alemán: /baːt ˈzeːɡəˌbɛʁk/ⓘ) es una ciudad alemana en el Estado federado de Schleswig-Holstein y pertenece al Distrito de Segeberg (Kreis Segeberg). Es conocido por el Festival de Karl May.
- Wikimedia Commons alberga una categoría multimedia sobre Bad Segeberg, Germany.

- Datos: Q496050
- Multimedia: Bad Segeberg / Q496050

1. ↑  Worldpostalcodes.org, código postal n.º 23795.